# نورتلند ریسورسز
نورتلند ریسورسز (انگلیسی: Northland Resources) شرکت معدن لوکزامبورگی است، که در سال ۱۹۹۷ تأسیس شد.